# Златосел
Златосе́л (болг. Златосел) — село в Пловдивській області Болгарії. Входить до складу общини Брезово.

## Населення
За даними перепису населення 2011 року у селі проживали 134 особи, з них 124 особи (99,2%) — болгари.
Розподіл населення за віком у 2011 році:
Динаміка населення: